# Пайарицький туман
Пайарикський район (узб. – Payariq tumani, Пайариқ тумани) – адміністративний район розташований на сході Самаркандської області Узбекистану. Площа району складає 1290 км.кв, населення станом на 2003 рік 182 000 чол. До складу району входить 2 міста, 9 селищ та 11 сільських сходів. Адміністративний центр району – місто Пайарик.

## Географія
На північному сході району сходяться хребти Зеравшана та Нуратау. Решта території є рівниною де течуть численні притоки Карадар’ї. На рівнині розвинуте землеробство, де домінує бавовна, зернові та овочі.

## Історія
Найцікавішим з точки зору історії та археології є місто Челек – в його околицях є давнє городище, яке датується 8-7 століттями до нашої ери. У середньовіччі тут було велике місто яке в 13 столітті повністю зруйнували війська Чингісхана. У наступні століття територія входила до складу узбецьких ханств, зокрема емірів Бухари. Тривалий час мешканці району чинили спротив приєднанню краю до Російської імперії. Адміністративно район було утворено у 1920-ті роки, а у 1938 році його було включено до складу Самаркандської області.

## Адміністративний поділ
Міста:
•	Пайарик
•	Челек
Селища:
•	Томойрот
•	Карасув
•	Куксарой
•	Гужумсой
•	Хужа Ісмоїл
•	Туполос
•	Оккургон
•	Дустларабад
•	Дустлик
Села:
•	Акурган
•	Айтамгали
•	Бирлашган
•	Уртасайдов
•	Чапарашли
•	Кокдала
•	Культусин
•	Гулістан
•	Карасув
•	Саноат
•	Чаштепа